# Chiesa di San Pietro (Colle di Val d'Elsa)
La chiesa di San Pietro è un luogo di culto cattolico che si trova a Colle di Val d'Elsa, in provincia di Siena, all'interno dell'arcidiocesi di Siena-Colle di Val d'Elsa-Montalcino.

## Storia e descrizione
Con l'annesso monastero delle Oblate agostiniane fu edificata da Pietro Usimbardi, vescovo di Arezzo e fratello di Usimbardo, primo vescovo di Colle, su progetto di Giorgio Vasari il giovane.
Nel 1606 venne terminato il monastero e nel 1610 la chiesa.
La facciata della chiesa presenta un portale in bugnato liscio con timpano spezzato, un occhio semicircolare e nella parte alta lo stemma Usimbardi. 
L'architrave reca la seguente iscrizione: “B PETRO AP.LORUM PRINC RDNO PETRUS USIMBARD. ARETII EPS D.” ed ai lati: Anno Domini MDCX.
I tre altari che ornano la semplice aula conservano le tele originali: all'altar maggiore, la seicentesca "Assunzione della Madonna" è attribuita a Pier Dandini; l'immagine seicentesca di "San Nicola di Bari" sull'altare sinistro deriva probabilmente da un'antica icona; al senese Annibale Mazzuoli va riferita la tela seicentesca dedicata a "San Carlo".